# Rue Auber
A Rue Auber é uma via do 9.º arrondissement de Paris, na França.

## Localização e acesso
A rua Auber é uma via pública situada no 9.º arrondissement de Paris. Ela começa no 5, Place de l'Opéra e termina no 53, Boulevard Haussmann.

## Origem do nome

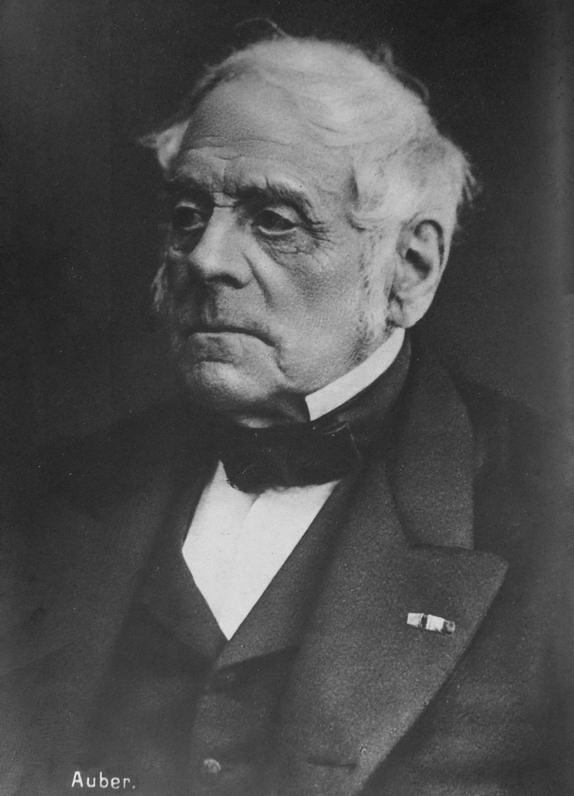
Daniel François Esprit Auber.

Ela leva o nome do compositor francês Daniel François Esprit Auber (1782-1871) por causa da vizinhança do Teatro Nacional da Ópera, que foi construído nas proximidades.

## Histórico
Projetada pelos decretos de 14 de novembro de 1858 e 29 de setembro de 1860, a rua foi inaugurada em 1862 entre a Place de l'Opéra e as ruas de Caumartin e des Mathurins com o nome de "Rue Rouen" porque ela levava para o Embarcadère de l'Ouest. Ela é denominada de "Rue Auber" Por decreto de 2 de março de 1864.